# Jarro-de-itália
O jarro-de-Itália, alho-dos-campos ou jarro-dos-campos (Arum italicum) é uma espécie europeia de erva  da família das aráceas. Também conhecida, no Brasil, pelos nomes de jaro, jarreiro, jarro, pé-de-bezerro e candeias.

## Sinónimos
- Arum divaricatum Dulac
- Arum facchinii Porta ex Hruby
- Arum foetidum Salisb.
- Arum maculatum forma parvulum (Borhidi) Terpó
- Arum majoricense Chodat
- Arum modicense Sprenger
- Arum numidicum Schott
- Arum ponticum Schott
- Arum provinciale Sommier ex Hruby[1]